# Ábside de San Clemente de Tahull
El Ábside de San Clemente de Tahull es una pintura románica perteneciente al conjunto de la decoración mural de la iglesia de San Clemente de Tahull en el Valle de Bohí, donde se encuentra la mayor concentración de arte románico de toda Europa, con una iglesia por cada 25 km². Actualmente, se expone en el Museo Nacional de Arte de Cataluña.
Es una de las obras maestras del románico europeo. Su genialidad reside en la combinación de elementos de diferentes visiones bíblicas –las del Apocalipsis, Isaías y Ezequiel– para presentar al Cristo del Juicio Final. Éste aparece desde el fondo provocando un movimiento centrífugo de la composición, en la que domina el sentido ornamental de los perfiles y la habilidad en la utilización del color para dar volúmenes. Por su excepcionalidad y fuerza pictórica, la obra del Maestro de Tahull se ha proyectado a la modernidad y ha fascinado a artistas de las vanguardias del siglo XX, como Picasso o Francis Picabia.

## Historia
ANNO AB INCARNACIONE
DNI: M: C: XX: III: III: IDUS: DBR
VENIT RAIMVNDUS EPC BARBASTRE
NSIS CONSECRAVIT HAC ECLESIA IN HONORE
SANCTI CLEMENTIS MARTIRIS ET PONENS RELIQUIAS
IN ALTARE SANCTI CORNELLI EPISCOPI ET MARTIRIS.
El año de la Encarnación
 del Señor 1123, el 10 de diciembre 
 vino Ramón, Obispo de Barbastro
 consagró esta iglesia en honor
 de san Clemente mártir y puso relíquias
 en el altar de san Cornelio obispo y mártir.

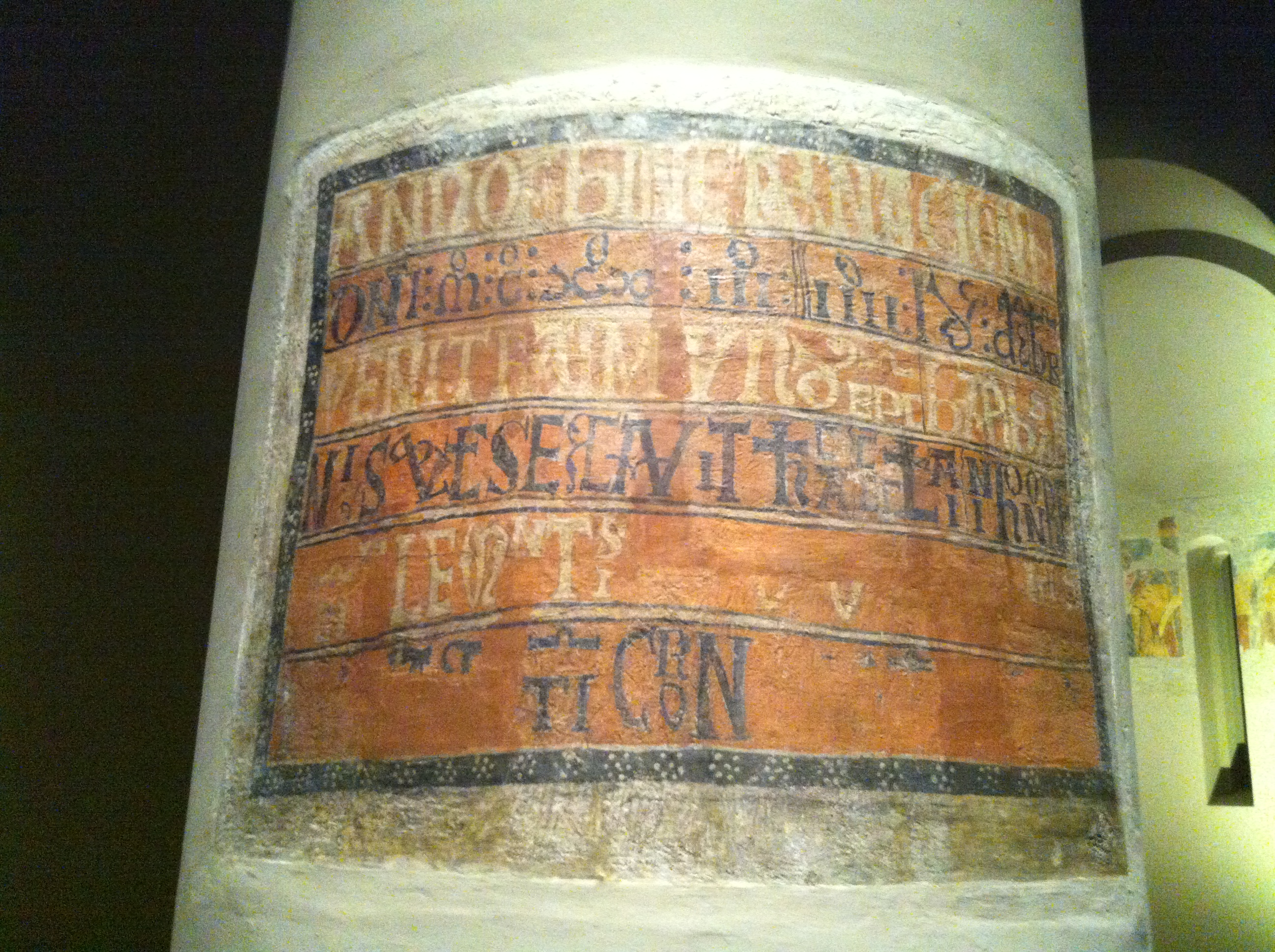
Inscripción encontrada en una columna de la iglesia de San Clemente con la fecha de la consagración.(MNAC).

Según Joan Ainaud de Lasarte, se asocia la consagración de la iglesia con la reconquista definitiva de Barbastro y Zaragoza, y otros núcleos como Tudela, Daroca y Calatayud. Según esta teoría, el rey de Aragón, Alfonso el Batallador, recompensó económicamente a los ejércitos no aragoneses que participaron en la reconquista de estos territorios, entre los que se encontrarían personajes catalanes como el conde de Pallars y la familia Erill, bajo el dominio feudal de la que estuvo el Valle de Bohí y familia con la que el obispo Ramón de Roda mantenía una estrecha relación. De este modo, las pinturas murales de San Clemente de Tahull podrían haber sido consecuencia de estos favores.
Con el paso del tiempo, las pinturas románicas quedaron escondidas detrás de retablos, encaladas o perdidas para siempre, hasta que a principios del siglo XIX, con el retorno de la razón sobre el oscurantismo por un lado, y la voluntad de recuperación de la cultura catalana con la Renaixença por otro, recobraron su importancia.

### Redescubrimiento
En 1907, el Instituto de Estudios Catalanes llevó a cabo una expedición a San Clemente de Tahull, que acabó con la publicación del trabajo resultante, con el objetivo de dar a conocer la obra. Años después, en 1915, se alertó sobre el interés en comprar pintura mural de los Pirineos catalanes que mostraban coleccionistas estadounidenses -como Hearst o John Davison Rockefeller- y del expolio al que estaban sometidas las obras. Además, hay que tener en cuenta el hecho de que algunos párrocos de la zona ya habían vendido algunas piezas a coleccionistas y museos.

### Traslado y exposición
Ante esta situación y atendiendo a los principios de difusión y preservación del patrimonio catalán por los que se creó, la Junta de Museos de Cataluña realizó, entre 1919 y 1923, la primera campaña de arranque y traslado de pintura mural de los Pirineos, entre las que se encontraba el conjunto de San Clemente de Tahull. El ábside central se encontraba cubierto en gran parte por un retablo gótico, como lo demuestra la primera fotografía realizada en 1904 por Domènech i Montaner.
La técnica de los arrancamientos, llamada strappo, fue introducida en Cataluña a través del restaurador italiano Franco Steffanoni, contratado para la campaña de salvaguardia de las pinturas murales de Tahull. Consiste en el desprendimiento de la capa pictórica sin mortero. Sobre la superficie pictórica limpia se aplican dos capas de telas de algodón con una cola orgánica en caliente. Una vez seca, la cola contrae la superficie, arrancando la capa pictórica de la pintura.
Una vez arrancadas las telas se enrollaron y se embalaron en cajas de madera. Las pinturas murales de Tahull fueron transportadas con mulas hasta Puebla de Segur, desde donde se trasladarían en tren y camiones hasta Barcelona, donde quedaron custodiadas por el entonces Museo de Arte de Cataluña, con sede en el Parque de la Ciudadela. Posteriormente, en 1934 fueron trasladadas al Palacio Nacional, actual sede del Museo Nacional de Arte de Cataluña.

### Guerra civil
Debido a la guerra civil española y ante el peligro de sufrir un bombardeo, las obras fueron de nuevo trasladadas junto con algunos ábsides románicos a Olot y a otras pequeñas poblaciones como por ejemplo Darnius.
Con motivo de la Exposición Internacional de 1937 en París, se organizó una exposición para denunciar la situación política del país. Bajo el título de L'art catalan du Xe au XVe siècle, se expusieron muchas de las obras del museo y entre ellas el ábside de San Clemente, del 18 de marzo al 10 de abril de 1937, en el Jeu de Paume de París. Posteriormente se expondrían también en Maisons-Laffitte hasta el 20 de mayo. Joaquim M. Folch i Torres, entonces director del museo, hizo una nueva propuesta de exposición de los ábsides románicos, que entonces ya constituían parte muy importante de las obras del museo. Se crearon unos falsos marcos arquitectónicos que evocaban el original de las iglesias.
Una vez terminada la guerra, la colección volvió al Palacio en 1940, y se reinauguraron las salas de arte románico el 12 de junio de 1942, bajo la dirección de Xavier de Salas.

### Reproducción en su lugar de origen
Inicialmente, no se planteó la reproducción de la pintura mural de San Clemente de Tahull en la iglesia originaria. Sin embargo, debido al creciente reconocimiento del que gozó la iglesia y de las numerosas visitas que recibía desde la recuperación de las pinturas, en 1959 encargaron su réplica a Ramon Millet. El artista, que trabajó durante dos años, creó la réplica a una escala inferior respecto al original.
Durante los años 2000 y 2001 fueron descubiertos algunos nuevos fragmentos de pinturas murales, que se conservan en su lugar, dentro de la iglesia de San Clemente de Tahull.

## Autor

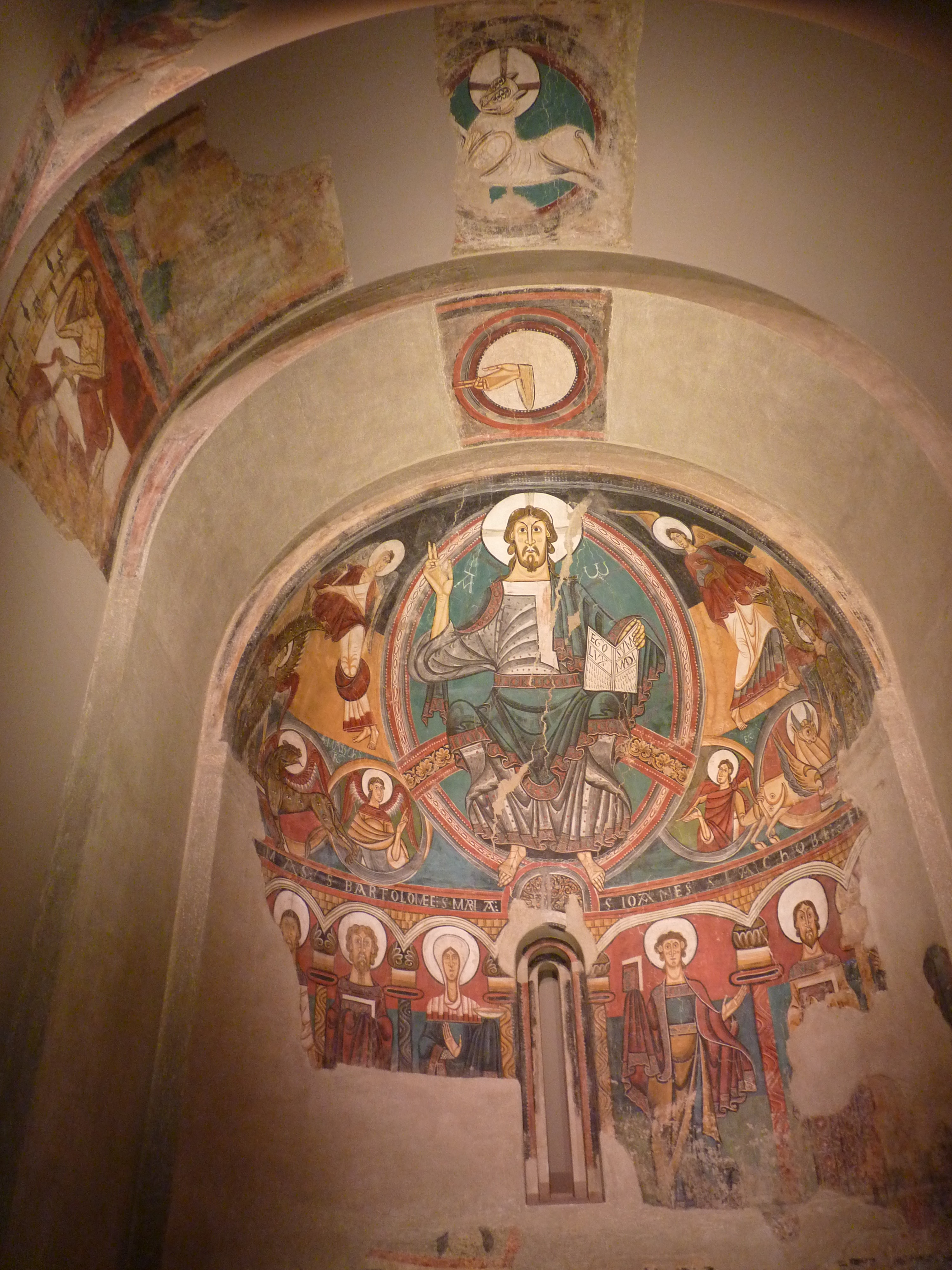
Vista general del ábside en el Museo Nacional de Arte de Cataluña.

Conocido como el Maestro de Tahull, en el mundo de la Historia del Arte, poco se sabe al respecto. Durante la Edad Media, los hoy considerados artistas eran artesanos que ponían al servicio de abades, obispos y señores sus capacidades artísticas, sin disfrutar su oficio de más renombre. Dos teorías sobre la procedencia del autor apuntan hacia direcciones diferentes. Por un lado, se trataba de un maestro extranjero, de procedencia italiana, que contaba con la ayuda de colaboradores de menos valía (como muestran las figuras de los serafines),) y había adquirido y empleado técnicas hispánicas; por otro lado se cree que se trataba de un artesano local.
Sin embargo, hay que tener presente la dificultad de establecer delimitaciones estilísticas con respecto a la pintura románica europea, dado que a menudo los artistas trabajaban para múltiples cortes y abadías con lo que aportaban y adquirían elementos de otros estilos. La fuerte expansión de manuscritos medievales y la falta de nuevas ideas propició también el traspaso estilístico de los libros en la pintura mural. El Maestro de Tahull es, según los expertos, una muestra de la convergencia de difusión de nuevas corrientes, de conocimiento de los maestros y de capacidad de adaptarse con una técnica y personalidad propias.

## Descripción
La pintura mural del ábside central de la iglesia de San Clemente de Tahull, forma parte del conjunto pictórico que comprende también la decoración de los arcos triunfales, la del ábside lateral, la inscripción de consagración y una ventana anterior. Hay más pintura "in situ".

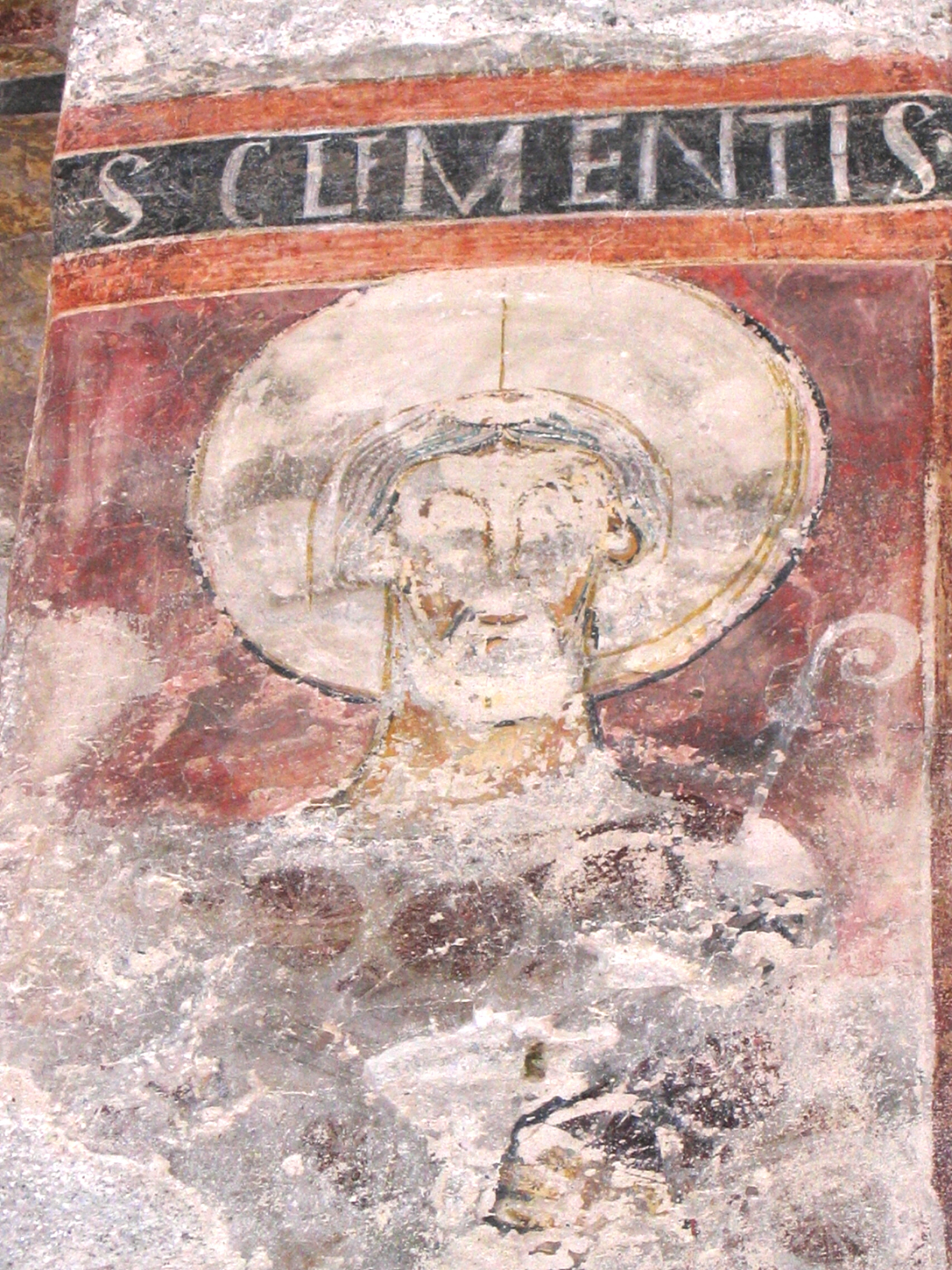
Pintura original "in situ" representando a san Clemente.

La cronología de las pinturas toma como referencia la inscripción pintada que se ha conservado sobre una columna del lado del Evangelio, la mencionada inscripción nombra la consagración de la iglesia en el año 1123 y presenta los caracteres del mismo tipo que en las diferentes inscripciones de las pinturas del ábside.
La obra del ábside al servicio del tema religioso y su significado, está representada a través de medios antinaturalista y de abstracción, con rasgos simplificados y cambios hacia la modelación geométrica de las formas naturales humanas, fue también una de las características comunes del arte románico. Se trata de una [[Maiestas Domini], la epifanía del Dios legislador, todopoderoso, que viene a juzgar el pueblo.
El ábside de San Clemente de Tahull presenta un colorido amplio de tonalidades y unas líneas con color negro que configuran los contornos de las imágenes representadas con un sentido monumental, así como una composición estructurada en varios registros:
- Registro superior: representa «el Cielo», se encuentra la Maiestas Domini entronizado dentro de una mandorla, con los pies sobre la bola del mundo y su mano derecha que bendice con dos dedos a la manera griega, en la mano izquierda lleva un libro abierto con la inscripción EGO SUM LUX MUNDI (Yo soy la luz del mundo), su rostro alargado de penetrante mirada está realizado con marcadas líneas, las cejas arqueadas, ojos, boca, barba y pelo de manera simétrica y aplicado el color con pintura plana, pero con dos tonalidades una clara y otra más oscura para conseguir un cierto modelado, que el pintor remarca en los amplios pliegues de las vestiduras, el tetramorfo, está representado mediante ángeles que llevan los símbolos de los  evangelistas: san Mateo, el ángel o el hombre;  san Marcos, el león; san Juan, el águila; san Lucas, el toro, y dos figuras simétricas flanqueando la composición representando un serafín y un querubín cada uno con tres pares de alas.[21] La cuenca del ábside presenta un fondo dividido en tres bandas de diferentes colores, negro, ocre y azul.[22]

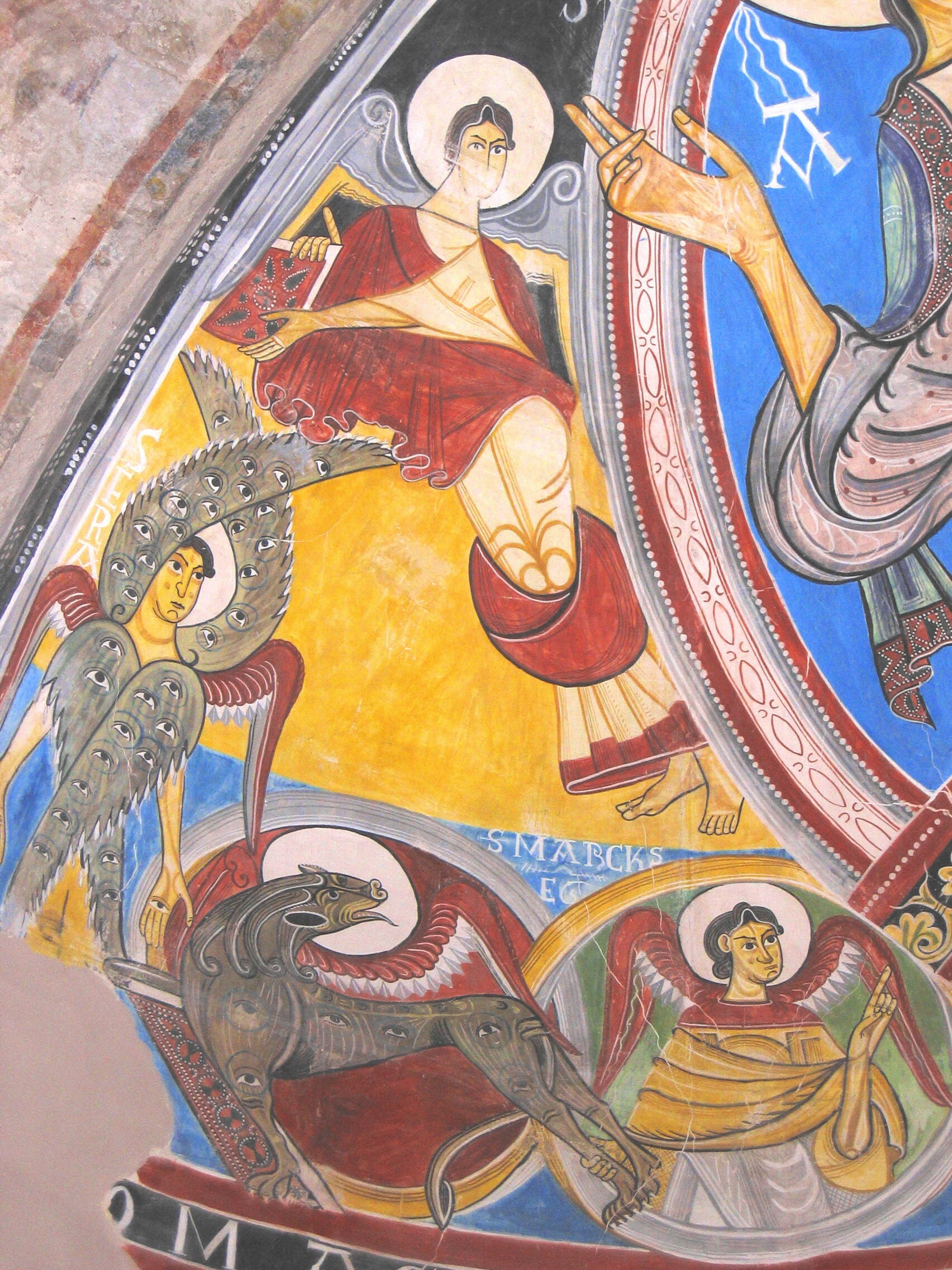
San Marcos con el león —detalle de la copia en la iglesia de Tahull—.
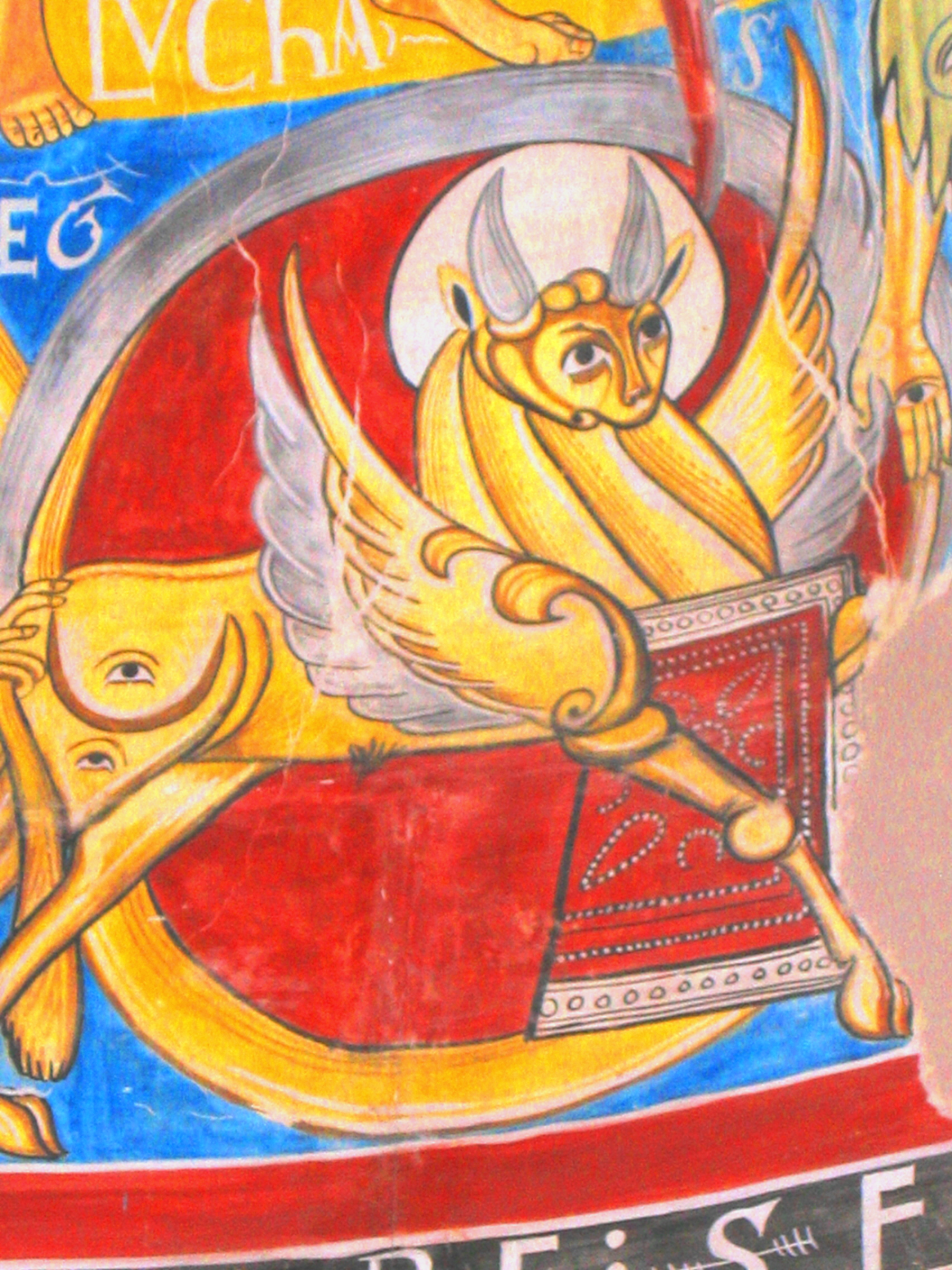
Detalle del toro de san Lucas —copia en la iglesia de Tahull—.

- Registro intermedio: se ven cinco apóstoles de izquierda a derecha, probablemente santo Tomás, san Bartolomé, san Juan Evangelista, Santiago y una última figura muy mutilada asociada a san Felipe y la  Virgen María, colocados uno al lado del otro aunque de manera independiente gracias a la representación pictórica de elementos arquitectónicos, en este caso de una arcada, con columnas y capiteles, encima de ellos tienen una inscripción que los identifica.[23] Simboliza la Iglesia Universal dando fe de Cristo.[24]
- Registro inferior: generalmente se observan elementos que pertenecen al mundo terrenal, así como ornamentos de tipo vegetal o geométrico, que representan la Tierra. No se conservan muchos restos pictóricos del registro inferior: se intuyen elementos decorativos de zig-zag, propios de estos registros, y que seguramente determinaban unos espacios con figuras de animales y por debajo de ellos debía estar decorado con cortinajes, de esta parte no se conserva nada.[25][18]

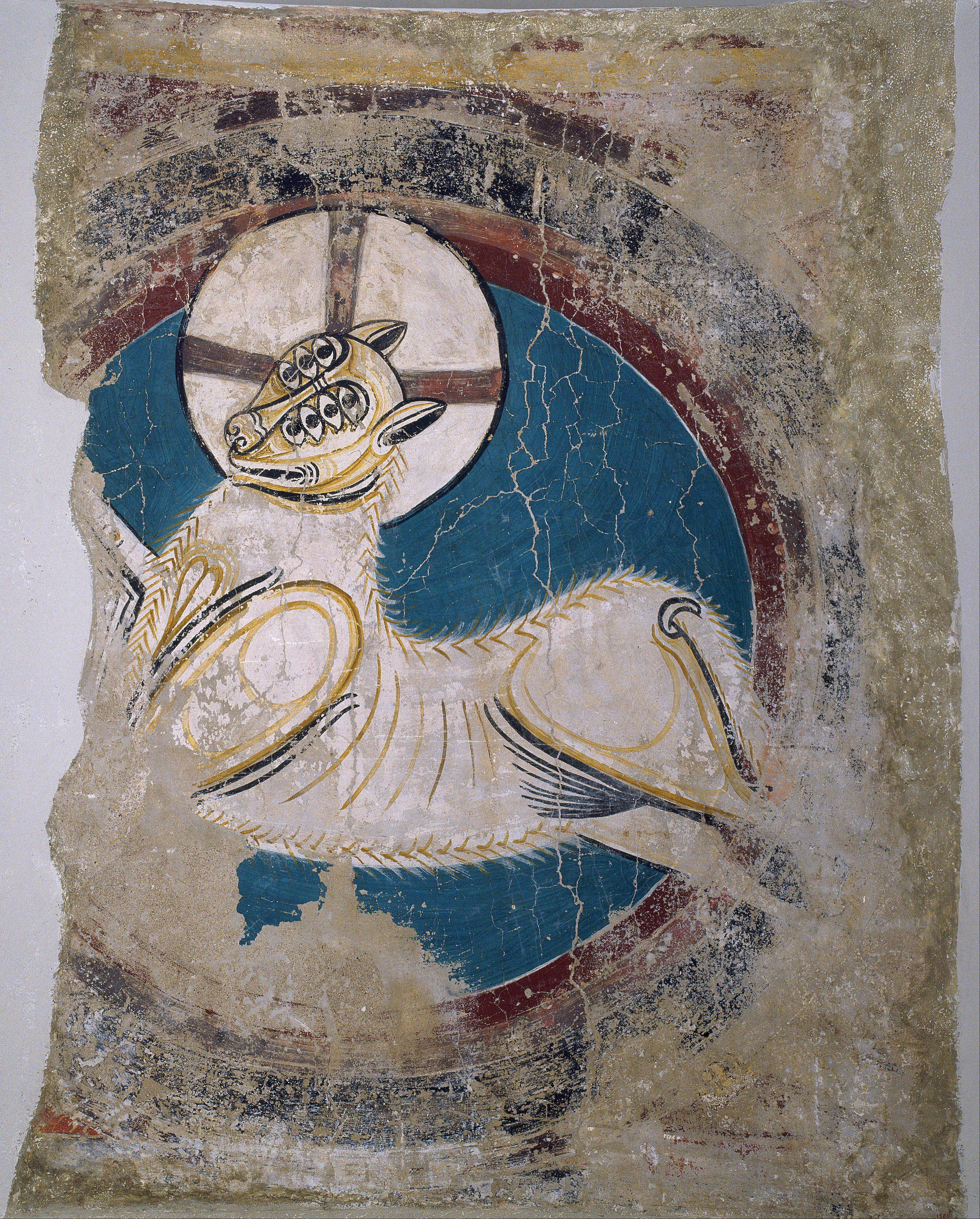
Agnus Dei pintura mural que forma parte de uno de los arcos triunfales.

- Otras partes además del ábside: fuera ya de la cuenca absidal pero relacionada compositivamente con esta, la decoración pictórica de los dos arcos pre-absidiales completan la representación trinitaria de la divinidad en la coronación de los arcos.[nota 2][26]
  - Dios como Cristo Majestad (Maiestas Domini) en la cuenca absidal.
  - La mano derecha de Dios (Dextera Domini) que representa el poder del padre,[27] en el arco más cercano al ábside.
  - El Cordero de Dios (Agnus Dei) que representa a Cristo sacrificado vencedor de la muerte,[28] en el segundo arco.

Las tres representaciones forman un eje hacia los fieles. La mano de Dios se representa dentro de un círculo blanco vacío pero con los dos dedos que atraviesan su perímetro, en el arco más cercano a la cuenca. El cordero con siete ojos, sigue la narración del Apocalipsis de san Juan, que representa sus atributos: poder, riqueza, sabiduría, fortaleza, honor, gloria y bendición. Está dentro de un círculo y ligeramente arqueado, con las patas delanteras sobre el Libro de los siete sellos.(Ap 4-11). Su cabeza está rodeada por un nimbus crucífero,-una aureola con una cruz inscrita-.

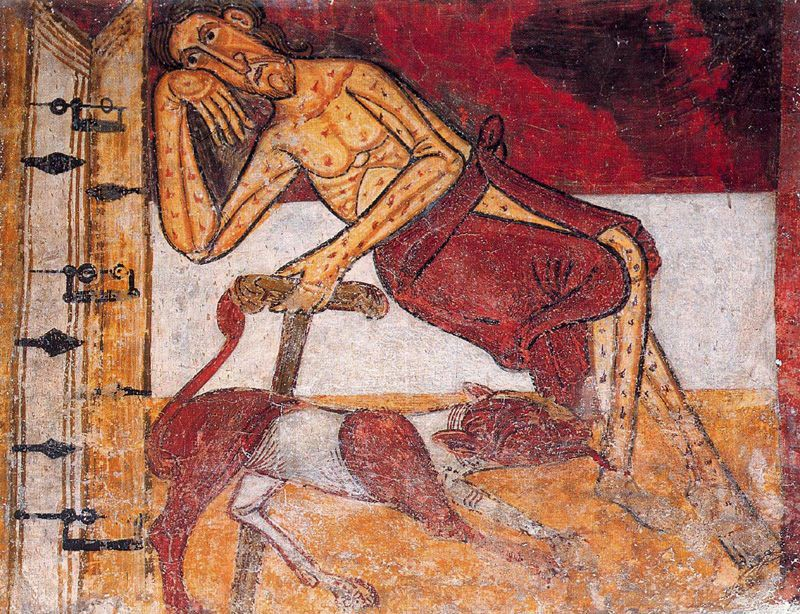
Lázaro el leproso delante la puerta del rico Epulón.
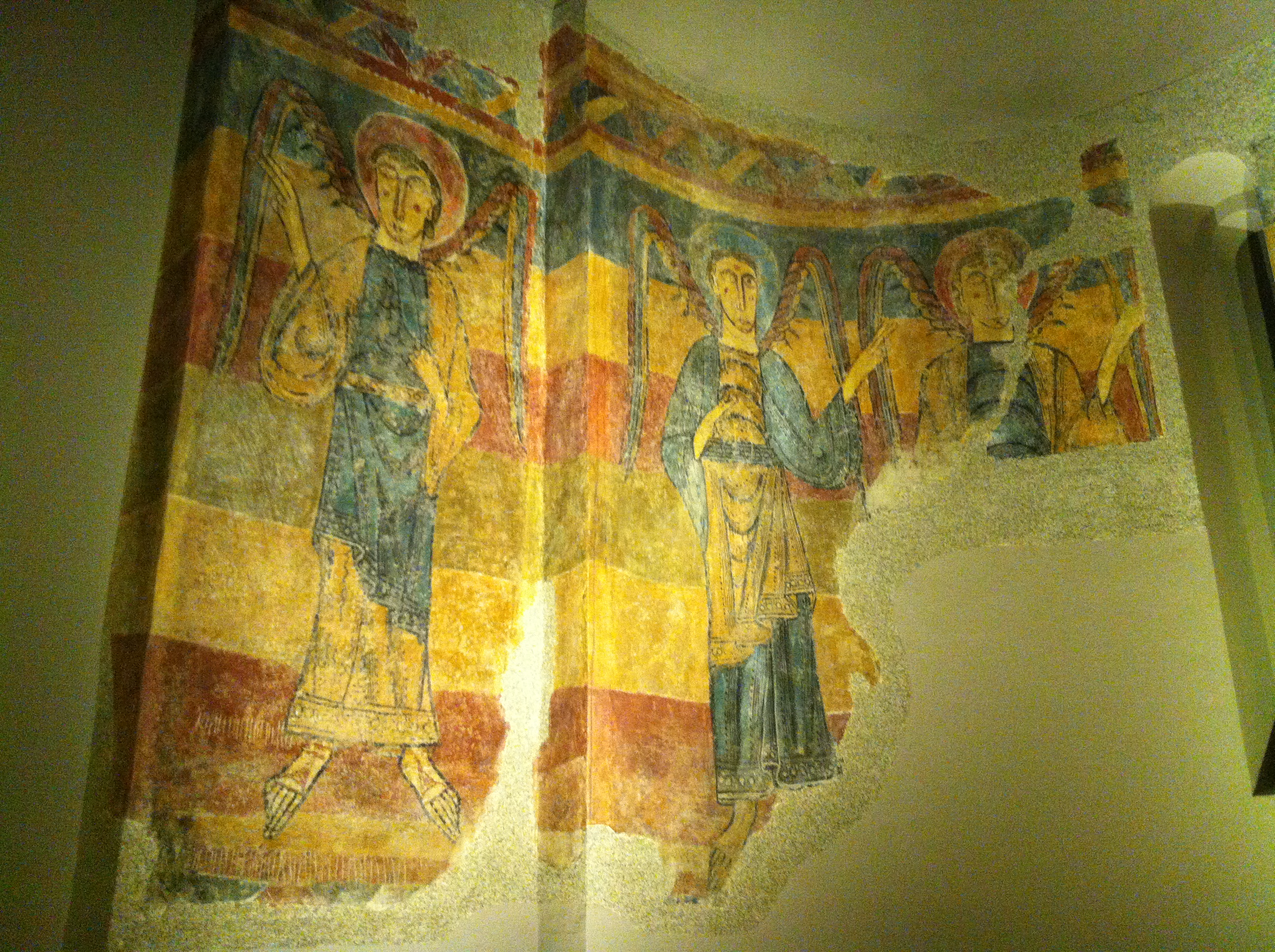
Detalle con ángeles del ábside lateral.
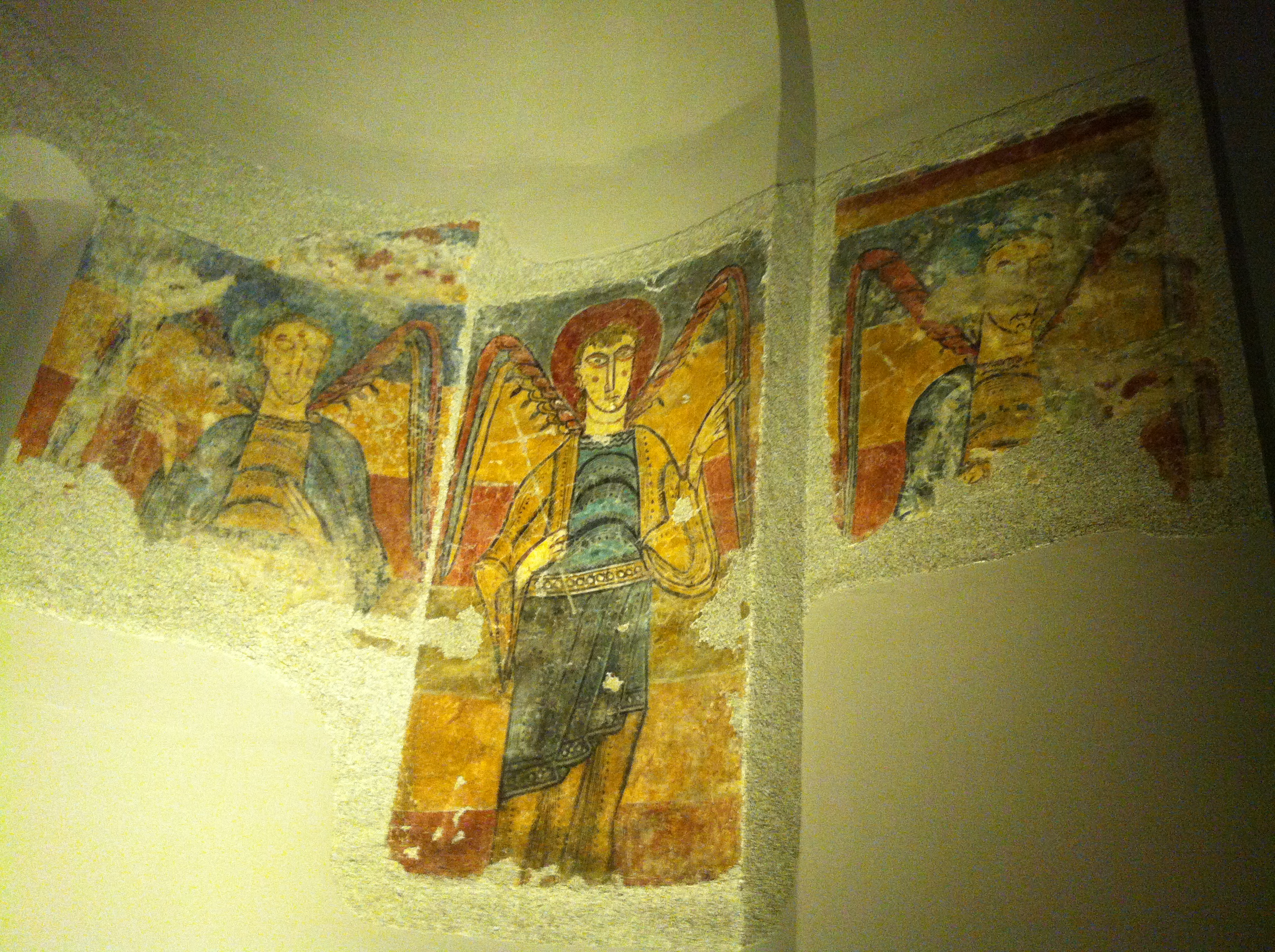
Fragmento con ángeles del mismo lateral.

En ambos lados del arco donde está la Dextera Domini, se representan las figuras de Caín y Abel. En un lado del otro arco se desarrolla una escena en la que un perro lame las heridas de Lázaro el leproso, ante la puerta del rico Epulón, esta parábola aparece en el evangelio de san Lucas y está presente en la decoración de otras iglesias románicas como la de iglesia de San Juan de Boí.
De una absidiola lateral (la del lado del Evangelio) hay restos de decoración mural, que representaba sobre un fondo de bandas de colores, un coro de seis ángeles, de los que solo quedan dos fragmentos, en ambos lados de la pequeña ventana central. Se cree que estas pinturas fueron realizadas por otro autor, con menos calidad que el maestro de Tahull y que podría haber trabajado también en la iglesia de Santa María de Tahull de la misma población.

## Estilo

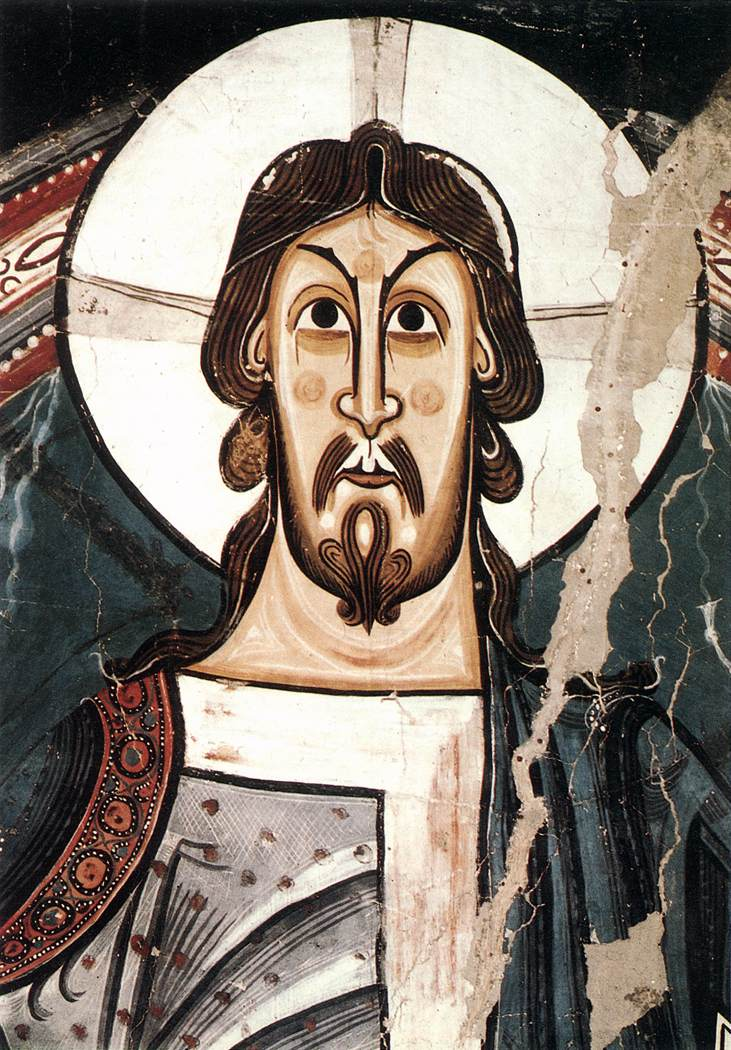
Detalle del rostro de Cristo.

- Bizantino: caracterizado por el hieratismo de las figuras, la simetría y la concepción plana de la composición. Las figuras muestran claramente el aspecto antinaturalista de la obra: la posición en que se encuentran es estática y queda bien remarcada la frontalidad del dibujo. Además, los cuerpos muestran bastante rigidez y en algunos casos, severidad. Demuestra un claro carácter hierático.[32]
- Mozárabe: común en el arte románico del norte de la península ibérica, que otorga vitalidad y expresividad, como vemos en los rostros de las figuras: el autor enfatizó los ojos y los colores de la cara. Se centró en la nariz, en los ojos, las cejas y la boca, jugando con el dinamismo que ofrecen las líneas: las cejas abiertas se unen con las líneas de la nariz, que nos llevan hacia los labios, enmarcados por el bigote caído ; este último, nos dirige hacia la barba que, a la vez, nos lleva hacia el pelo.[32]
- Árabe: en oposición a la corriente bizantina, rompe con el hieratismo y expresa deseo de asimetría. Se puede observar esta influencia en los arabescos y las líneas curvas que recrean las sinuosidades de la ropa y el pelo, especialmente en el Pantocrátor, al que el autor da énfasis en el movimiento de los mismos. Todos estos detalles que completan el Pantocrátor remarcan su magnificencia y superioridad. La voluntad de romper con la frontalidad se hace patente en los símbolos de los evangelistas, dibujados con una leve perspectiva que nos permite ver dos partes diferenciadas del elemento, la cara interior y la exterior, diferenciadas a la vez mediante dos colores diferentes.[32]

## Técnica
La técnica empleada por el Maestro de Tahull es la de la pintura al fresco, aunque se han identificado numerosos retoques en seco.
Para utilizar este tipo de técnica, primero se preparaba el muro con varias capas de mortero, con una última capa sólo de cal. Mientras la preparación todavía estaba húmeda, se aplicaban pigmentos mezclados con agua, sin aglutinante, ya que la propia cal cumplía con esta función. De esta manera, los pigmentos quedaban adheridos a la capa de cal, siendo imposible de disolverse.
Aunque los artesanos a menudo trabajaban en diferentes territorios, los pigmentos solían ser locales. En el caso del ábside central de San Clemente de Tahull, la mayoría de pigmentos son tierras naturales y minerales autóctonos, entre los que destaca la aerinita, con la que el autor alcanzaba los magníficos azules de la obra. Sin embargo, también se han encontrado elementos no autóctonos, como el cinabrio y la azurita, procedentes del sur de la península y de Italia, respectivamente.

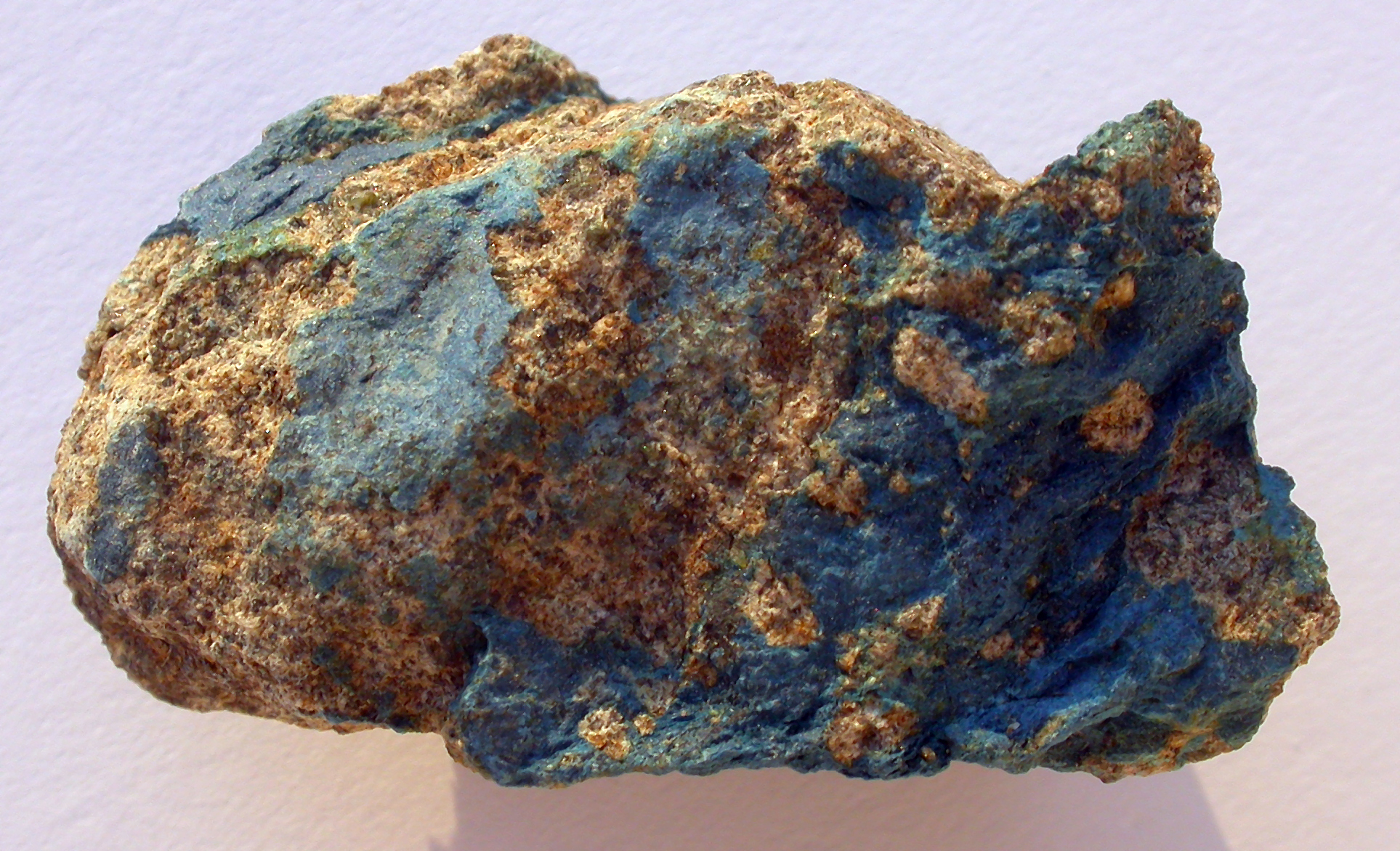
Aerinita
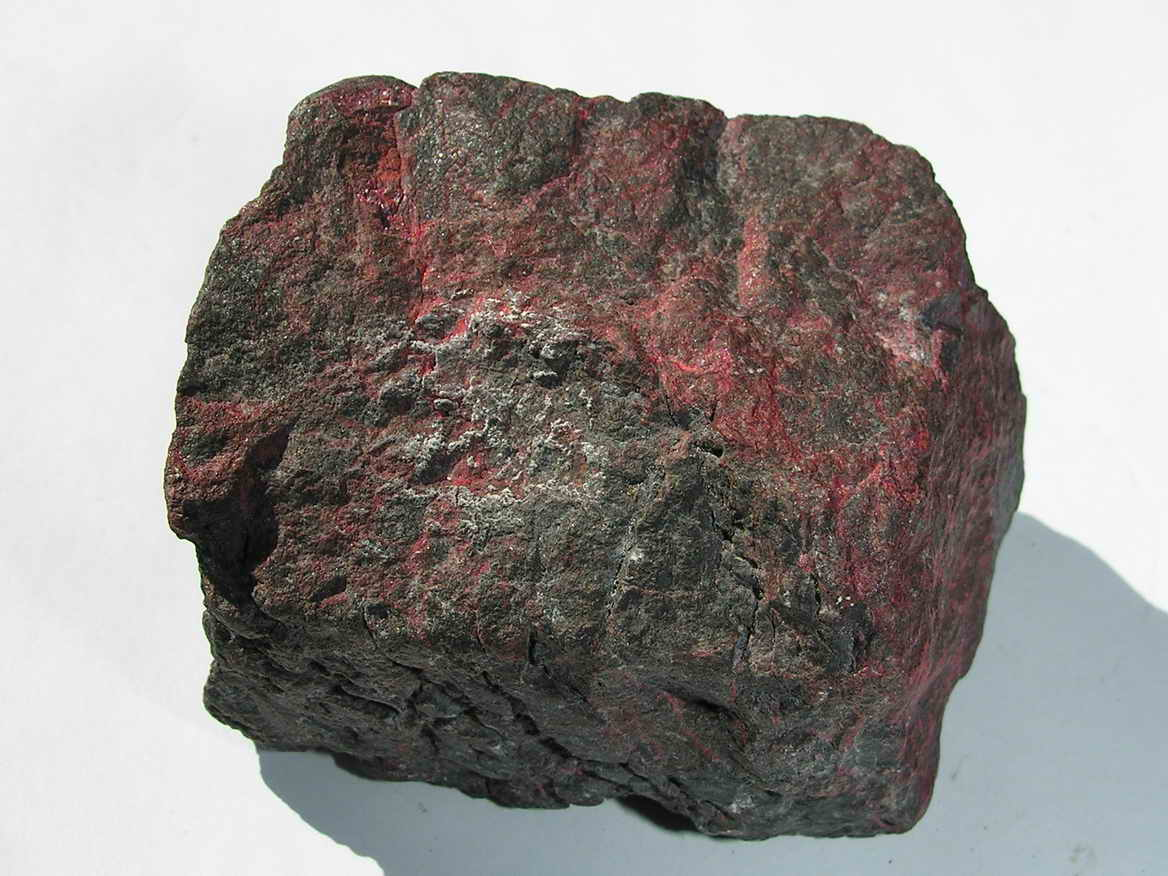
Cinabrio
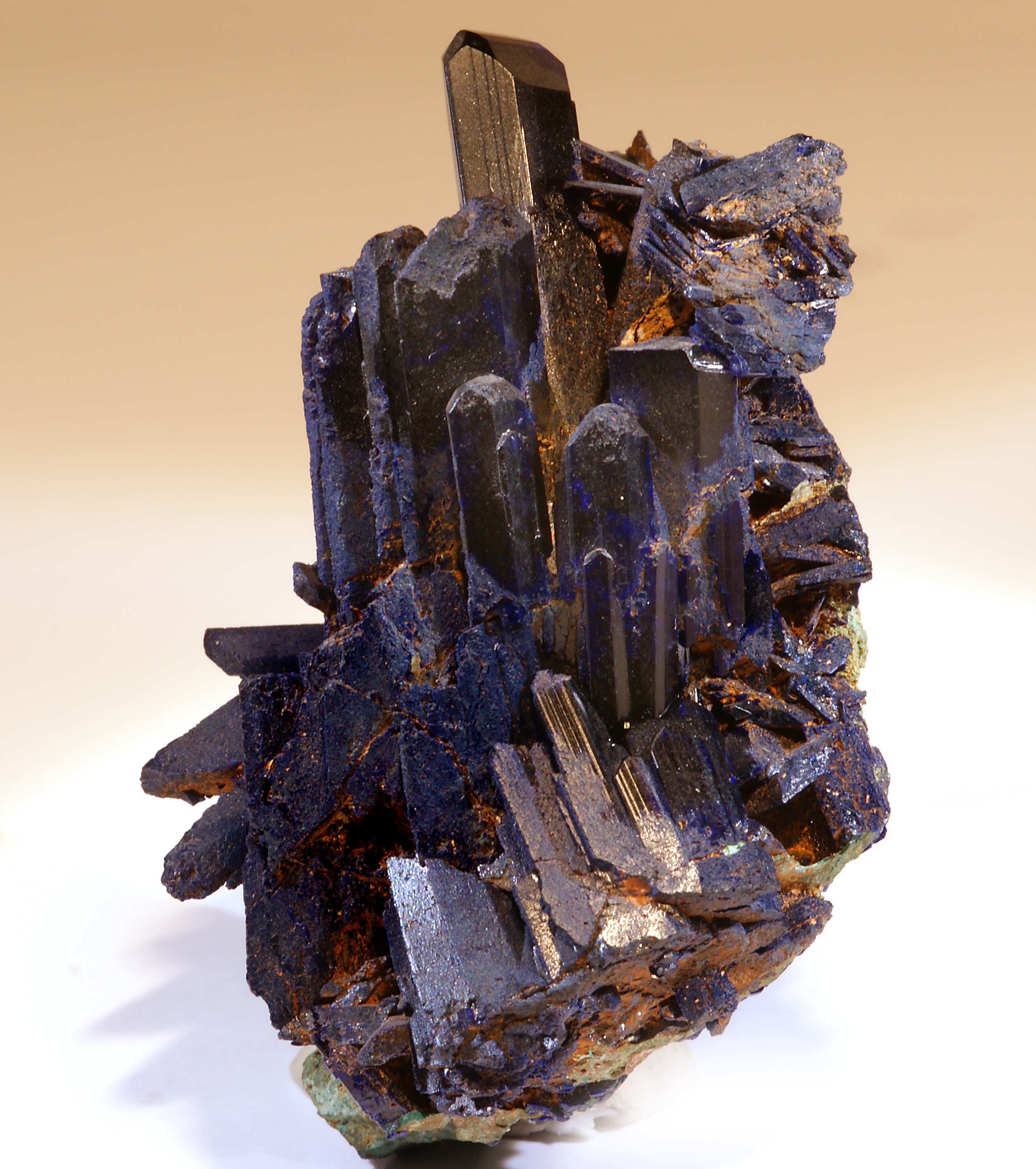
Azurita

## Simbología
La pintura románica tenía finalidad didáctica, era funcional. Las pinturas de Tahull estaban dirigidas a una comunidad relativamente pequeña, pobre e iletrada, donde es de suponer que la iglesia era el centro del pueblo, el lugar donde se reunían y tomaban decisiones. Las obras, de temas religiosos, tenían como objetivo difundir escenas extraídas de la Biblia de forma comprensible para todos, de manera que pudiera llegar a la gente analfabeta, según ya había afirmado san Gregorio de Nisa en el siglo IV:«la muda pintura habla sobre el muro y hace, con ello, mucho bien.» Por ello, los personajes bíblicos estaban representados portando siempre los mismos objetos a través de los cuales se les podía identificar con facilidad, lo que se podría nombrar como la «Biblia gráfica».
La obra representa varias narraciones bíblicas (Apocalipsis, Libro de Isaías y Libro de Ezequiel) y culmina con el Juicio Final. Se nos muestra a Dios desde la perspectiva más sobrenatural de la visión apocalíptica, dado que aparece con todo su poder y toda su gloria para juzgar la Humanidad. Por esta razón, Dios nos es presentado con todas aquellas características que lo identifican como el ser supremo y que nos señalan su magnificencia. Para empezar, las dimensiones sobrenaturales del propio Pantocrátor.

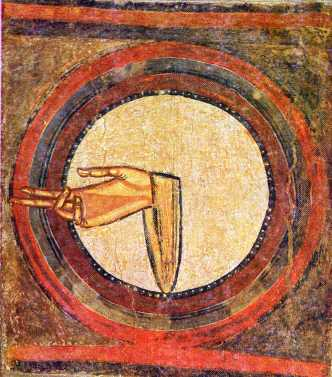
Dextera Domini.

La presentación del Cristo Majestad en la cuenca absidal, presidiendo el conjunto de la composición pictórica de la iglesia, es característica y habitual del arte románico catalán. Cristo reposando los pies sobre la mandorla, que simboliza el mundo y, por tanto, Dios recuerda cuál es su papel, el de Dios legislador, juez, que domina sobre lo terrenal. Además de San Clemente de Tahull, aparece en otros lugares como Santa María de Mur o la Iglesia de San Pablo y San Pedro de Esterri de Cardós. El Cristo se ha representado frontal, sobresaliendo ligeramente de la mandorla, con el brazo derecho levantado haciendo el signo de bendición con la mano y con el libro abierto a la izquierda, apoyado sobre la rodilla. El protagonismo del Cristo en Majestad en la composición es característica de la pintura alto-románica, a diferencia de la pintura tardo-románica que le dará un papel más secundario y una representación más terrenal. La alfa y omega primera y última letra del alfabeto griego, simbolizan el principio y el final y por tanto, Dios como creador y a la vez destructor. La inscripción EGO SUM LUX MUNDI (yo soy la luz del mundo), la luz como símbolo de la verdad absoluta, del Bien y del camino para llegar a la «salvación», según el Evangelio de Juan: «yo soy la luz del mundo, el que me sigue de ninguna manera andará en la oscuridad, sino que poseerá la luz de la vida» (Jn 8:12).
En el ámbito cristiano la mano derecha de Dios (Dextera Domini en latín) tiene varias significaciones: indica protección divina, también legitimación de un poder o bien un testimonio cualquiera. Hay representaciones tanto de la palma como del dorso. Frecuentemente en el cielo entre las nubes y dirigida hacia la tierra, con los dedos abiertos o bien bendiciendo. Aunque la mayor parte de las veces es parte de una representación o cuadro más amplio, a veces también se representa solo la mano sin contexto como por ejemplo, en el fresco de San Clemente de Tahull.
Las figuras que simbolizan el tetramorfo, así como los ángeles que los representan, están inscritas en ruedas o círculos enlazados entre sí. Esta iconografía se puede relacionar con las visiones del  profeta Ezequiel en las que los querubines alabando a Dios aparecen entre cuatro ruedas llenas de ojos. La referencia a las ruedas, en el trono de Dios, también aparece en las profecías de Daniel.
La representación de la Virgen María en la época románica suponía la consideración de María como camino para la redención de la humanidad. Se solía colocar, como en el caso de San Clemente de Tahull, entre el  colegio apostólico como testigo ocular de la divinidad de Cristo. María sostiene en su mano una especie de copa, símbolo  iconográfico que corresponde al salmo 116: «levantaré el cáliz de la salvación e invocaré el nombre de Yahvé». Asimismo se invoca también como el «vaso de elección» y «cáliz del mundo».